# Port lotniczy San Pedro
Port lotniczy San Pedro (ang. San Pedro Airport) – jeden z belizeńskich portów lotniczych, zlokalizowany w mieście San Pedro.

## Linie lotnicze i połączenia
- Maya Airways (Belize-Międzynarodowy, Belize-Miejski, Caye Caulker, Caye Chapel, Corozal)
- Tropic Air (Belize-Międzynarodowy, Belize-Miejski, Caye Caulker, Corozal, Sarteneja)